# Качинский поселковый совет
Качинский поселковый совет (укр. Качинська селищна рада, крымскотат. Qaçı qasaba şurası) — орган местной власти и соответствующая подчинённая территория в составе Нахимовского района города со специальным статусом Севастополя (горсовета) Украины (фактически до 2014 года); ранее до 1991 года — в составе Крымской области УССР в СССР, до 1954 года — в составе Крымской области РСФСР в СССР, до 1945 года — в составе Крымской АССР РСФСР в СССР.
Территория находится вдоль берега Чёрного моря и в районе устья реки Кача. Граничил на севере с Андреевский сельсоветом, на юге — с Верхнесадовским сельсоветом города со специальным статусом Севастополя (горсовета) и на востоке — с Бахчисарайским районом АР Крым.
Площадь сельсовета 52,89 км², население 10032 человека в 2010 году.
Поселковый совет был образован 11 ноября 1944 года в подчинении Севастопольскому горсовету Крымской АССР (с 1945 года — Крымской области) РСФСР (с 1954 года — УССР) в составе СССР.
К 2014 году поссовет включал 5 населённых пунктов:
- Кача
- Вишнёвое
- Орловка
- Осипенко
- Полюшко

С 2014 года на месте поссовета находится Качинский муниципальный округ города федерального значения Севастополя РФ.
17 июля 2020 года парламент Украины, не признающей аннексию Крыма Российской Федерацией, принял постановление о новой сети районов в стране, которым предполагается вывести территорию поссовета из подчинения Севастополю и включить её в состав Бахчисарайского района АР Крым, однако это решение не вступало в силу в рамках украинского законодательства до «возвращения Крыма под общую юрисдикцию Украины». 9 сентября 2023 года, несмотря на отсутствие контроля над полуостровом, вступили в силу поправки, которые ввели в действие данное постановление в отношении Крыма.